# Benelli T 50

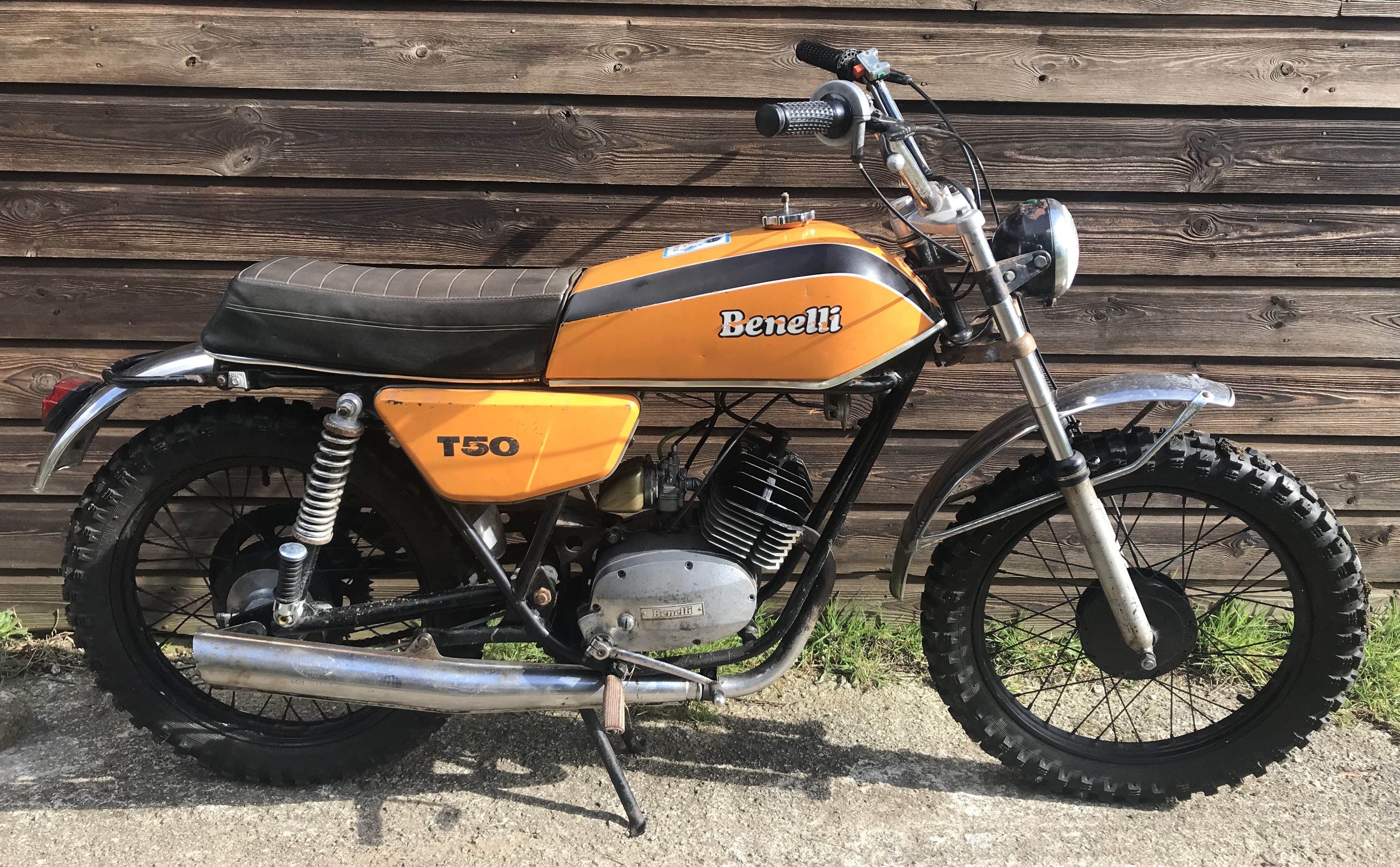
una Benelli T 50

Il Benelli T50 è un ciclomotore prodotto dalla casa motociclistica italiana Benelli dal 1973.

## Il contesto
Presentato in un periodo di particolare espansione del settore dei ciclomotori e in contemporanea ad una versione da motocross con cui condivideva buona parte della meccanica, montava un motore monocilindrico a due tempi da 49 cm³ di produzione interna della casa. Le prestazioni erano quelle previste dal codice della strada del periodo.
Si confrontava, sul mercato delle moto da turismo stradale (da cui la lettera "T" nella sigla) utilizzabili anche in assenza di patente, con analoghi ciclomotori prodotti da Gilera e Fantic Motor.
Dotato di un cambio a 5 rapporti, tra le sue particolarità c'è la presenza del comando dello stesso montato sulla destra del veicolo e con l'inserimento della prima marcia in alto. L'impianto frenante ero composto da due freni a tamburo, sia all'anteriore che al posteriore.